# 2024년 kt wiz 시즌
2024년 Kt 위즈 시즌은 kt 위즈가 KBO 리그에 참가한 10번째 시즌으로, 이강철 감독이 팀을 이끈 6번째 시즌이다. 주장은 박경수가 3년 연속으로 맡았다. 팀은 초반에 하위권을 맴돌았으나 후반기에 반등하며 10팀 중 정규시즌 공동 5위에 올랐고, 5위 결정전에서 SSG 랜더스를 상대로 승리하며 포스트시즌에 5년 연속으로 진출하게 되었다. 이후 와일드카드 결정전에서 두산 베어스를 상대로 1, 2차전을 모두 이기며 KBO 사상 최초의 와일드카드 결정전 업셋을 달성하게 되었다. 그러나 박병호 파문 등   여러 가지 악재가 겹친 것 외에도 벤자민을 빼면 쓸만한 좌완투수 부재에 시달린 것이 커  준플레이오프에서 LG 트윈스를 상대로 5차전까지 가는 혈투 끝에 2승 3패로 밀려 탈락했다. 
한국시리즈에 진출하지 못할 경우 정규시즌 순위대로 최종 순위가 부여되므로 kt 위즈의 최종 순위는 5위로 유지되었으며  좌완투수 보강을 위해 벤자민과 재계약을 포기하는 대신 2024년 시즌 후 SSG 키움에서 오원석 헤이수스를 영입했다.

## 타이틀
- 메이저 리그 베이스볼 서울 시리즈 국가대표: 손동현, 박영현, 강백호
- 프리미어 12 국가대표: 고영표, 소형준, 박영현
- KBS 야구회 선정 프리미어 12 A학점: 박영현
- 2024 K-BASEBALL SERIES 국가대표: 엄상백, 박영현, 고영표, 소형준
- WBSC U-23 야구 월드컵 국가대표: 최성민
- KBO 골든글러브: 로하스 (외야수 3위)
- KBO 수비상: 허경민 (3루수)
- 리얼글러브: 황재균 (3루수)
- 조아제약 프로야구대상 컴백 플레이어 상: 강백호
- 스탯티즈 골든글러브: 로하스 (외야수 1위)
- 웰컴톱랭킹 타자 MVP: 로하스
- 웰컴톱랭킹 5월 타자 1위: 로하스
- 웰컴톱랭킹 4월 투수 1위: 벤자민
- 웰컴톱랭킹 8월 투수 1위: 박영현
- 오프더야구 시즌 베스트 라인업: 박영현 (구원투수), 로하스 (외야수)
- 올스타전 추천선수: 쿠에바스, 김민, 장성우, 로하스
- 올스타전 홈런더비 비거리상: 로하스 (130m)
- 네이버 스포츠 베스트 플레이어 TOP10: 쿠에바스 (5위), 강백호 (9위), 벤자민 (10위)
- 야구대표자 선정 루키 베스트 라인업: 박영현 (구원투수)
- 마구마구 레전드 프랜차이즈: 엄상백, 쿠에바스
- 출장(타자): 로하스, 강백호 (144)
- 타석: 로하스 (670)
- 실질타석: 로하스 (664)
- 고의4구: 로하스 (9)
- 마무리등판: 박영현 (52)
- 승률: 박영현 (0.833)
- 세이브포인트: 박영현 (35)
- 견제아웃: 쿠에바스 (5)
- 구원승: 박영현 (10)

### 퓨처스리그
- 리얼글러브 퓨처스리그: 한차현, 윤준혁, 김민석
- 퓨처스 올스타: 한차현, 김민석, 정준영, 최성민
- 남부리그 3루타: 천성호 (5)
- 홀드: 박세진 (10)

## 선수단
- 선발투수: 쿠에바스, 엄상백, 벤자민, 고영표, 육청명, 조이현, 한차현
- 구원투수: 김민, 우규민, 김민수, 소형준, 박시영, 손동현, 원상현, 김영현, 하준호, 이상동, 박세진, 성재헌, 전용주, 이채호, 주권, 문용익
- 마무리투수: 박영현, 이선우, 강건
- 포수: 장성우, 조대현, 강현우, 김준태, 강백호
- 1루수: 문상철, 강민성, 박병호, 오재일
- 2루수: 오윤석, 박경수, 천성호, 권동진, 박민석
- 유격수: 김상수, 심우준, 신본기, 장준원
- 3루수: 윤준혁, 황재균, 이호연
- 좌익수: 로하스, 김민혁, 안현민
- 중견수: 배정대, 김병준, 안치영
- 우익수: 정준영, 홍현빈, 김건형, 송민섭, 조용호
- 지명타자: 강백호

## 여담
- 우규민은 전반기 볼넷 허용 대비 탈삼진 19개로 2013년 이후 KBO 리그 단일 시즌 전반기 최다 기록을 세웠다.
- 고영표는 이 시즌에 구단 사상 최초로 kt 위즈 소속으로 통산 1000이닝을 달성했다.
- 장성우는 97번의 도루를 허용하여 2013년 이후 KBO 리그 역대 단일 시즌 최다 도루 허용 포수가 되었다.
- 이 시즌은 KBO 리그 사상 28번째로 규정 이닝 충족 투수 전원이 양수 WAR을 기록한 시즌이다. 이 중 가장 WAR이 낮았던 벤자민은 WAR 3.19를 기록했다.
- 로하스는 이 시즌 WAR 6.50 KBO 리그 역대 외국인 좌익수 중 단일 시즌 최고 기록을 세웠다.
- 벤자민은 이 시즌 28피홈런으로 KBO 리그 외국인 투수 최다 기록을 세웠다.
- KBO 리그 사상 최초의 5위 결정전을 치른 만큼 많은 최초 기록을 썼다. KBO 리그 5위 결정전 사상 엄상백은 첫 등판, 오윤석은 첫 2루타, 박영현은 첫 승리와 폭투, 오재일은 첫 대타 출전, 로하스는 첫 홈런과 결승타, 그리고 경기 도중 첫 수비 포지션 이동(우익수 -> 좌익수)의 주인공이 되었다.
- 로하스는 KBO 리그 사상 최초로 KBO 골든글러브를 3회 수상한 외국인 선수가 되었다.